# Skyra
Skyra war ein legendärer Fürst in Garðariki im 7. Jahrhundert. Saxo Grammaticus erwähnt ihn in der Gesta Danorum als Vater des Fürsten Ráðbarðr. 
Sein Vater soll Flokk gewesen sein (Gesta Danorum). Sein Herrschaftsgebiet könnte in oder bei Karelien gelegen haben.